# Жюссьё, Антуан Лоран де
Антуа́н Лора́н де Жюссьё (встречается также написание Жюсьё) (фр. Antoine-Laurent de Jussieu; 12 апреля 1748, Лион — 17 сентября 1836, Париж) — французский ботаник; создатель первой естественной системы классификации растений (1789), основы которой были заложены его дядей Бернаром де Жюссьё. Ввёл в ботанику понятие семейства.
Член Парижской академии наук (1773; adjoint botaniste), иностранный член Лондонского королевского общества (1829).

## Краткая биография
Сын Кристофа, племянник Антуана, Бернара и Жозефа де Жюссьё, отец Адриена Анри Лорана де Жюссьё.
Став профессором ботаники в Королевском ботаническом саду, стал развивать теорию классификации растений своего дяди, Бернара Жюссьё, обращая внимание на характерные особенности растений.
Система классификации растений была представлена Антуаном в Академию наук в 1773—1777 годах, издана под заглавием Genera plantarum secundum ordines naturales disposita, juxta methodum in Horto Regio Parisiensi exaratum, anno 1774 (Париж, 1789, in 8° (лат.)) и составляет целую эру в истории ботаники. Растения в системе Антуана Жюссьё расположены в виде восходящей лестницы, начиная с водорослей и грибов и кончая цветковыми растениями. Система его, однако, была принята далеко не всеми.
С 1789 по 1824 год Антуан де Жюссьё старался усовершенствовать свою систему целой серией дополнений; он считал, что семейства можно описывать как виды и что следует обращать внимание на характерные черты органов растений, подчиняя одни другим, смотря по группе рассматриваемых растений. Идея подчинения групп отличает систему Жюссьё от систем его современников и предшественников. Русский ботаник Иван Мартынов писал в своём сочинении «Три ботаника» в 1821 году, что в растительном царстве сияют, как три великие светила, три систематика — Турнефор, Линней и Жюссьё, — прочие же «озаряют таинства природы, заимствуя свет свой от лучей сих гениев». Желающим заниматься ботаникой необходимо, по мнению Мартынова, иметь понятие о системах каждого из них, без этого невозможно увидеть «зачатия методического познания сего царства».
В 1794 году был назначен директором нового Национального музея естествознания.
Считал биологические виды неизменными.
Жюссьё было издано множество работ, касающихся различных семейств растений, а также важный труд под названием Principe de la méthode naturelle des végetaux (Париж, 1824).

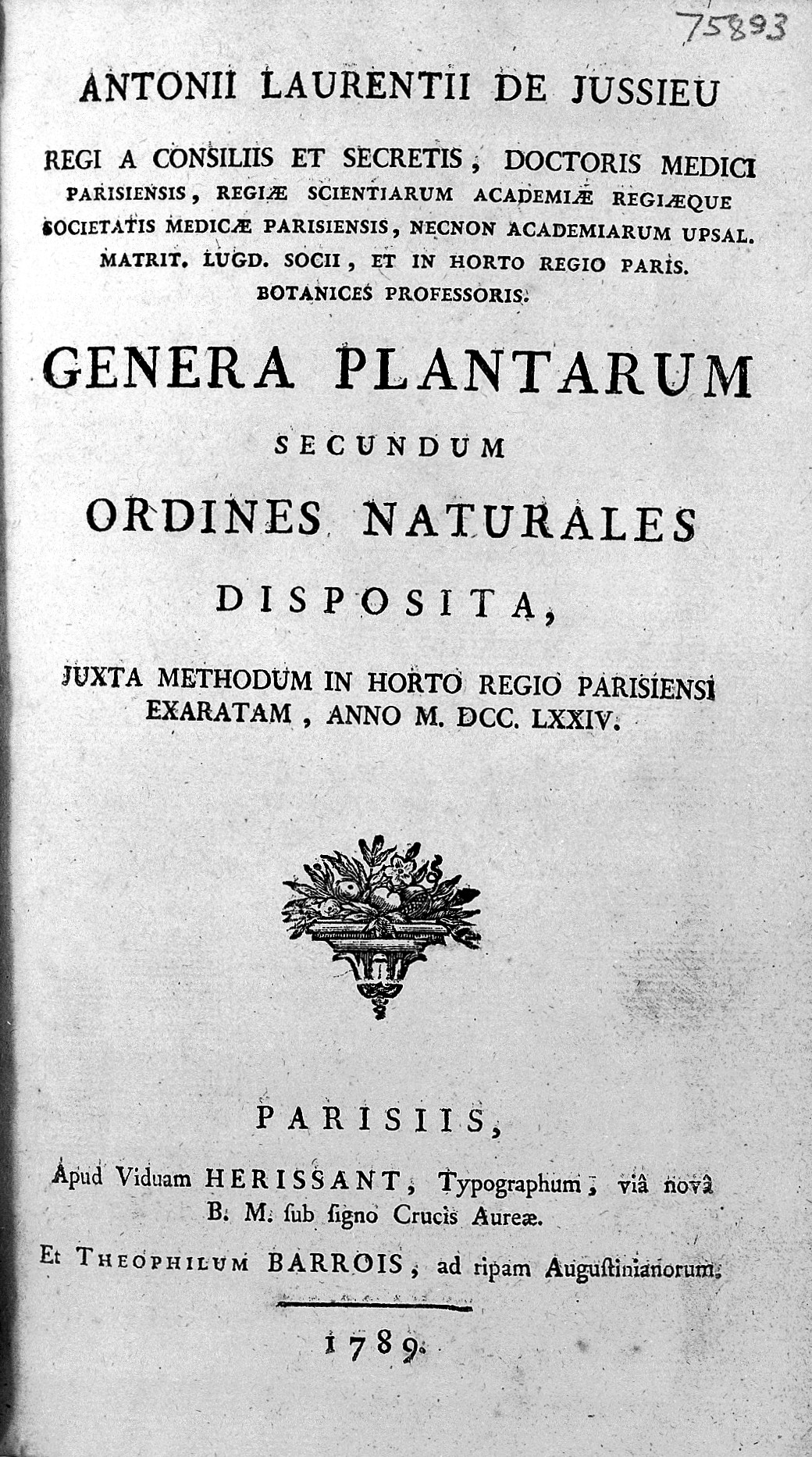
Титульный лист работы Жюссьё Genera plantarum secundum ordines naturales disposita (1789)
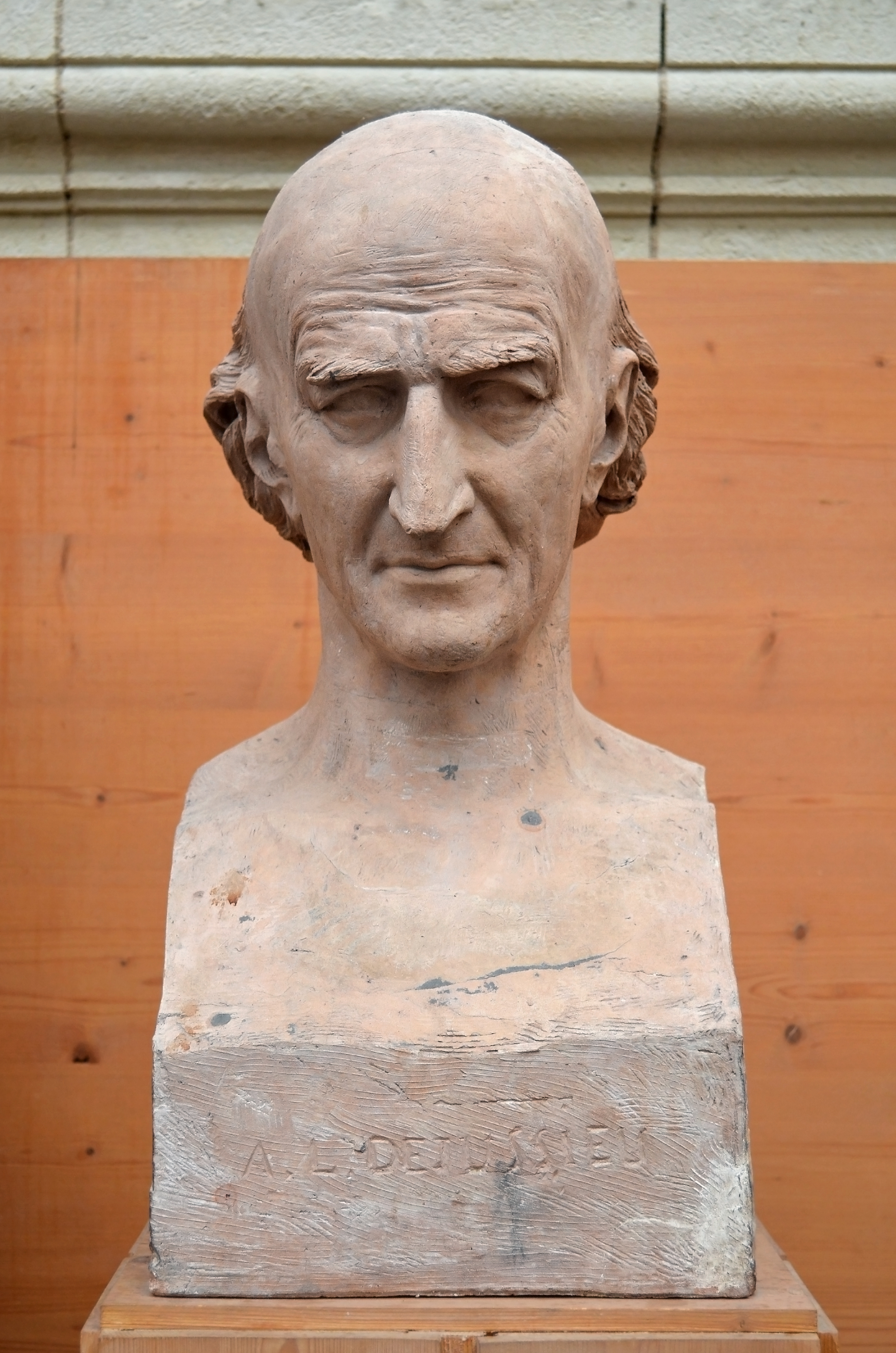
Антуан Лоран де Жюссьё. Скульптура Давида д’Анже (1837)

## Научные работы
- Genera plantarum secundum ordines naturales disposita, 1789 (лат.)